# 長松寺 (南相馬市)
長松寺（ちょうしょうじ）は、福島県南相馬市原町区にある臨済宗妙心寺派の寺院。

## 歴史
1655年（明暦元年）、相馬忠胤の開基である。忠胤は相馬中村藩初代藩主相馬利胤の正室「長松院」の菩提を弔うために創建された。
元々は現在の相馬市の洞雲寺がある場所に位置していたが、1871年（明治4年）に南相馬市原町区の現在地に移転した。その後、南相馬市小高区にあった洞雲寺が相馬市の長松寺跡地に移転した。
墓地は移転しなかったため、現在の洞雲寺墓地に長松院ら相馬一族の墓がある。
また藩校「育英館」が開校されるまで、当寺が相馬中村藩の学問の中心であった。

## 交通アクセス
- 磐城太田駅より徒歩30分。